# 柏市立中原中学校

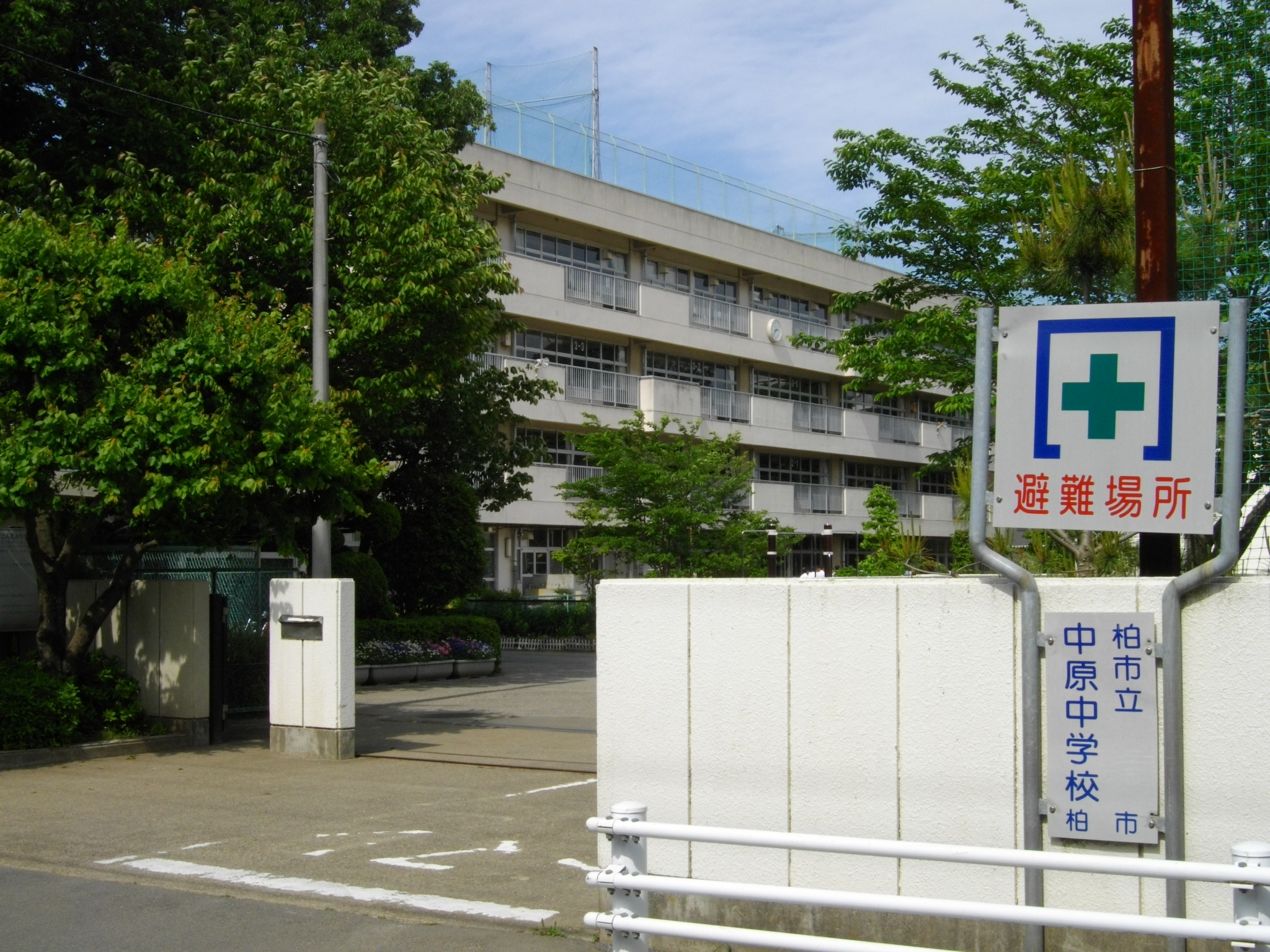
柏市立中原中学校 (正門)

柏市立中原中学校（かしわしりつ なかはらちゅうがっこう）は、千葉県柏市中原にある公立中学校。校長は川本 徹。 愛称、略称は ｢中原中」

## 概要
- 1986年4月1日創立。柏市立柏第四中学校及び柏市立光ケ丘中学校より分離した学校。(開校時 教職員25名着任､生徒数534名､13学級[1])
- 周辺には駅、小学校、大型病院、障害者福祉施設などの施設がある。
- 2024年4月 (令和6年度) から2学期制に変更。

## 教育方針
- 変化の激しい時代を生き抜くために[2]

【Challenge】これまでの価値にとらわれず新しいことに挑戦すること。
【Smile】心身共に健康で笑顔でいること。
【Diversity】様々な人たちの多様性を認め、相手を尊重し、対話し、協働すること。
【Update】知識をアップデートするために、学び続けること。

## 部活動・クラブ
- 陸上部  (男女)
- 特設駅伝部  (男女)
- バレーボール部  (女）
- バスケットボール部  (男女）
- バドミントン部  (女）
- 野球部
- ソフトテニス部  (男）
- 卓球部  (男女）
- オーケストラ部  (男女)
- 美術部  (男女)
- Smileクラフト部  (男女)
- プログラミングクラブ  (男女)
- 特設演劇部 (男女)

## 交通
- 東武野田線（東武アーバンパークライン）新柏駅より徒歩7分

## 備考
校区は、隣接している柏市立中原小学校、柏市立豊小学校、そして柏市立柏第八小学校の校区であり、新柏駅東側から南柏駅北側エリアまでと広い。旧水戸街道付近より北側に住む生徒には自転車通学が許可されている。
また、旧水戸街道から南側地域も一部で自転車通学が許可されている。

## 出身者
- 浜田道昭 - 早稲田大学理工学術院教授、日本バイオインフォマティクス学会理事長